# Чёрная (приток Ланошенки)
Чёрная — река в Маловишерском районе Новгородская области. Берёт начало в ненаселённой местности в небольшом болотном озере Чёрное. Течёт преимущественно на юг. Впадает слева в Ланошенку в 15 км от устья в 2,5 км к западу от деревни Бурга. Протяжённость — 20 км.
Река пересекается железнодорожной линией Санкт-Петербург—Москва Октябрьской железной дороги.

## Данные водного реестра
По данным государственного водного реестра России относится к Балтийскому бассейновому округу, водохозяйственный участок реки — Мсты без реки Шлины от истока до Вышневолоцкого гидрологического поста, речной подбассейн реки — Волхов. Относится к речному бассейну реки Нева (включая бассейны рек Онежского и Ладожского озера).
Код объекта в государственном водном реестре — 01040200212102000021602.